# NGC 4786
NGC 4786 ist eine 11,8 mag helle elliptische cD-Galaxie vom Hubble-Typ E2 im Sternbild Jungfrau auf der Ekliptik. Sie ist schätzungsweise 203 Millionen Lichtjahre von der Milchstraße entfernt und hat einen Durchmesser von etwa 100.000 Lichtjahren.
Im selben Himmelsareal befinden sich u. a. die Galaxien NGC 4775, NGC 4813, IC 833, IC 3908.
Die Typ-Ia-Supernova SN 2002cf wurde hier beobachtet.
Das Objekt wurde am 17. April 1784 von Wilhelm Herschel mit einem 18,7–Zoll–Spiegelteleskop entdeckt, der sie dabei mit „pF, pL, r“ beschrieb.